# Kotyelnyicseszkaja rakparti lakóház
A Kotyelnyicseszkaja rakparti lakóház (oroszul: Жилой дом на Котельнической набережной) egy 1952-ben átadott, sztálinista stílusban épült lakóépület Moszkvában, a Moszkva folyó partján, a Kotyelnyicseszkaja rakparton. Egyike a Hét nővérnek, Moszkva emblematikus, a szovjet érában épült monumentális felhőkarcolóinak. A Taganszkij kerület legmeghatározóbb épülete.
A lakóház 32 szintes és 176 méter magas, ezzel 1953-ig, a Lomonoszov Egyetem főépületének felépítéséig mind Moszkva, mind pedig a Szovjetunió legmagasabb épületének számított, a világ legmagasabb lakóépületének címét pedig egészen 1964-ig birtokolta. Moszkva akkori főépítésze, a sztálinista stílus egyik legkiemelkedőbb személyisége, Dmitrij Csecsulin, valamint Andrej Rosztovszkij tervezték, az alapkőletétel 1947 szeptemberében történt, az építkezés 1948 és 1952 között zajlott. Az épületen (a sztálinista stílus dominanciája mellett) felfedezhetőek pszeudogótikus részletek is, az oldalsó épületet pedig a második világháború végére kommunalkává alakították át, amely akkoriban szokatlan megoldásnak számított a hasonlóan elegáns, monumentális épületek körében. A főépület acélvázas alapokon nyugszik, hexagonális keresztmetszetű, három oldalsó szárnnyal, amelyek egyenként 18 emeletesek (ezekből kettő karbantartói szint).

## Híres lakók
- Vaszilij Pavlovics Akszjonov író
- Jurij Petrovics Ljubimov színész, rendező
- Konsztantyin Georgijevics Pausztovszkij író
- Faina Georgijevna Ranyevszkaja színésznő
- Villi Tokarev énekes-dalszerző
- Galína Szergejevna Ulanova balett-táncos
- Andrej Andrejevics Voznyeszenszkij író, költő, festő
- Jevgenyij Alekszandrovics Jevtusenko költő
- Ljudmila Georgijevna Zikina népdalénekes

## Fordítás
- Ez a szócikk részben vagy egészben  a   Kotelnicheskaya Embankment Building című angol Wikipédia-szócikk ezen változatának fordításán alapul.  Az eredeti cikk szerkesztőit annak laptörténete sorolja fel. Ez a jelzés csupán a megfogalmazás eredetét és a szerzői jogokat jelzi, nem szolgál a cikkben szereplő információk forrásmegjelöléseként.